# Callophoca obscura
Callophoca obscura és una espècie extinta de mamífer carnívor de la família de les foques (Phocidae) que visqué a les aigües costaneres d'Europa i Nord-amèrica entre el Miocè mitjà i el Pliocè superior. Se n'han trobat restes fòssils a Bèlgica i els Estats Units. Es tracta de l'única espècie reconeguda del gènere Callophoca. Era un parent relativament proper de la foca monjo del Mediterrani d'avui en dia. A diferència de la majoria dels monaquins basals, era un animal gros, amb una llargada de gairebé 3 metres. Mostrava dimorfisme sexual.